# Säll är den själ som i Herren
Säll är den själ som i Herren är en psalm med text och musik skriven 1913 av Wilhelm Sarwe. Texten bearbetades 1985 av Harry Lindström.

## Publicerad i
- Psalmer och Sånger 1987 som nr 637 under rubriken "Att leva av tro - Förtröstan - trygghet".[1]